# Нгакиа, Джереми
Джереми Мпоби Нгакиа (англ. Jeremy Mpobi Ngakia; родился 7 сентября 2000, Детфорд, Лондон) — английский футболист, защитник клуба «Уотфорд».

## Футбольная карьера
Уроженец Детфорда (южный Лондон), Нгакиа выступал в составе футбольной академии «Боллерз» (Ballers Football Academy). В возрасте 14 лет проходил просмотр в академии лондонского «Челси», но в итоге стал игроком академии «Вест Хэм Юнайтед». В основном составе «молотобойцев» дебютировал 29 января 2020 года, выйдя в стартовом составе в матче Премьер-лиги против «Ливерпуля».